# 小原克博
小原 克博（こはら かつひろ、1965年11月20日 - ）は、日本の牧師、宗教学者、同志社大学神学部教授。2010年8月より、同志社大学一神教学際研究センター長。専門は、比較宗教倫理学、キリスト教思想、一神教研究。2024年より同志社大学学長。

## 経歴
大阪府出身。1984年、東大寺学園高等学校卒業。1989年、同志社大学神学部卒業。1996年、同志社大学大学院博士課程修了、博士（神学）取得。
日本基督教団の牧師であり、1997年から1999年にかけて、日本基督教団奈良教会の協力牧師を務めた。
地域における住民運動にも関与しており、滋賀県の旧志賀町における広域廃棄物処理施設建設計画に反対する住民運動組織「志賀町産廃施設計画問題・住民ネットワーク」（現在の「しが廃棄物問題住民ネットワーク」）が2002年に結成された際にはその代表となり、2003年に施設反対の立場から山岡としまろが町長選挙に出馬した際には後援会長を務めた。
2023年11月17日、同志社大学長候補者選挙を実施し、第35代学長に選出された。任期は2024年4月1日から2028年3月31日の4年間。同年11月25日開催の法人理事会で決定した。

## 著書

### 単書
- 『神のドラマトゥルギー ── 自然・宗教・歴史・身体を舞台として』教文館、2002年
- 『宗教のポリティクス ── 日本社会と一神教世界の邂逅』晃洋書房、2010年
- 『一神教とは何か　寛容か、不寛容なのか』平凡社新書、2018

### 共著
- 芦名定道と共著『キリスト教と現代──終末思想の歴史的展開』世界思想社、2001年。
- 野本真也と共著『よくわかるキリスト教＠インターネット』教文館、2003年。
- 中田考・手島勲矢と共著『原理主義から世界の動きが見える──キリスト教・イスラーム・ユダヤ教の真実と虚像』PHP研究所、2006年。
- 佐々木閑と共著『宗教は現代人を救えるか──仏教の視点、キリスト教の思考』平凡社新書、2020年。

### 翻訳
- E・シュヴァイツァー『新約聖書への神学的入門（NTD補遺2）』日本基督教団出版局、1999年。